# Castelão
Um castelão era o governador ou zelador de um castelo ou de sua torre principal. A palavra se origina do latim castellanus, derivada de castellum ("castelo").
Seu papel era o intermediário entre o exercido por um mordomo e um administrador militar — ao mesmo tempo que um castelão era responsável pela equipe de trabalho doméstico do castelo, como um mordomo fazia, ele era também responsável por defender e proteger as terras do castelo, principalmente se o proprietário não residisse no castelo ou se este estivesse frequentemente ausente.

## França
Na França, castelões (chamados em francês de châtelains), que governaram castelos sem nobres residentes adquiriram consideráveis poderes, e a posição acabou ganhando características de hereditariedade feudal. Também por vezes, havia um castelão entre os oficiais do Reino de Jerusalém.

## Polônia
No Reino da Polônia e mais tarde na República das Duas Nações os castelões (polonês: kasztelan) eram frequentemente considerados subordinados aos voivodes (com a exceção do Castelão da Cracóvia, que tinha uma posição privilegiada, já que a cidade foi a capital da República até 1596). Os castelões eram responsáveis por uma parte da voivodia até o século XV e, a partir daí, seus domínios foram divididos em províncias, para os Castelões Maiores, e powiats, para os Castelões Menores.

## Portugal
Em Portugal, os castelões eram designados "alcaides". Com o decorrer do tempo, o cargo de alcaide tornou-se num título honorífico concedido a certos nobres pelos reis de Portugal. Como, muitas vezes, os titulares honoríficos do cargo não residiam perto do seu castelo, começaram a nomear um seu representante para exercer o governo efetivo do mesmo. Os títulares honoríficos passaram a ser conhecidos como "alcaides-mores", designando-se os seus representantes "alcaides pequenos" ou "alcaides menores". Com a obsolescência dos castelos medievais, o cargo de alcaide pequeno acabou por desaparecer. Já o de alcaide-mor subsistiu até ao final da Monarquia Portuguesa, mas apenas como título meramente honorífico e frequentemente hereditário.